# لا روك جاجيك
لا روك جاجيك هي بلدة فرنسية تقع في إقليم دوردونيي في منطقة آكيتين الجديدة جنوب غرب فرنسا.